# 澤本夏輝
澤本夏輝（日语：／ Sawamoto Natsuki， 1994年1月19日—）是一名日本舞者。   FANTASTICS from EXILE TRIBE成員。暱稱澤夏 。
出生於長野縣松本市 。身高178cm 。 O 型血 。

## 簡歷
四歲開始於家鄉一所舞蹈學校學習跳舞，當時只視跳舞為興趣。
高中期間，曾於一所舞蹈學校任助教。 
高中畢業時，在決定進路時想以跳舞作為職業，立志成為伴舞。於是在18歲的時候前往東京，並進入舞蹈學校EXPG東京校學習。 
在1、2年之後，澤本夏輝作為支援舞者參加了三代目J Soul Brothers from EXILE TRIBE的《BLUE IMPACT》（2014年）巡迴演出，看到7位前輩對觀眾露出笑容的樣子而深受感動，自己也想成為能帶動整個會場的藝人。
2016年12月29日，成為FANTASTICS組合的成員。
2023年5月29日，FANTASTICS於CL Live的直播中發佈團體名下品牌buddix，由澤本夏輝及堀夏喜共同主理。
2024年7月16日，首次打入ViVi國寶級型男排行榜（ADULT部門）第十名。

## 演出
團體作品請參見FANTASTICS from EXILE TRIBE#出演

### 舞台劇
- 朗讀劇BOOK ACT《我想再次和你跳舞》（2020年2月[9] 、10月[10] ）

### 電視節目
- 五時電視 Chu! 《FANTASTICS農田》（2020年7月～，福島中央電視台） [11]
- 《學校TV》（2024年3月2日～，NBS長野放送）[12]
- 《稀世珍寶開運鑑定團》與團員世界一同出演（2022年10月11日，東京電視台）[13]
- 《有點心機又如何？》與團員佐藤大樹一同出演（2023年11月9日，朝日電視台）[14]
- 《THE突破File》草薙打工系列中飾演便利店店員（2023年12月14日，日本電視台）[15]
- 《Substainer!》與團員堀夏喜一同出演（2024年4月6日，富士電視台）[16]
- 《SONTAGU~舞動之星~》與團員世界一同出演（Part 31：2024年5月30日[17]、Part 32：2024年6月6日[18]、Part 33：2024年6月13日[19]，日本放送協會）
- 《夜Baguette》與團員堀夏喜一同出演（2024年6月21日、2024年6月28日，日本電視台）[20][21]

### 電台
- 三代目 J SOUL BROTHERS 山下健二郎的ZERO BASE （2021年1月～，日本放送）
- All Night Nippon ZERO（2022年3月6日，全國21家廣播電台）[22]
- All Night Nippon ZERO（2022年8月28日，全國21家廣播電台）[23]
- 「咖哩是日本國民食物」（2023年12月16日，Shibuya Cross-FM）[24]

### 線上節目
- 《飢餓的美食家 NatsuKitchen》（2022年7月 ～，cookpadLive） [25]
- 《KEIJI’s Dining》嘉賓（2021年8月11日，cookpadLive） [26]

### 連載
- 佐賀新聞Fit ECRU 《澤佐賀食堂》（2023年4月～） [27]

### 雜誌
- 《JUNON》中的〈我們的家鄉料理〉特輯受訪及拍攝（2023年12月號，2023年10月20日發售） [28][29]

## 相關連結
- 簡介 | EXILE TRIBE mobile （页面存档备份，存于）
- FANTASTICS from EXILE TRIBE 澤本夏輝- （页面存档备份，存于）官方網站
- 澤本 夏輝/Natsuki Sawamoto的Instagram帳戶